# Campo de drenaje

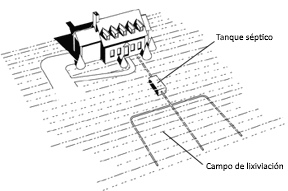
Fosa séptica y campo de drenaje séptico

El campo de drenaje generalmente consiste en una disposición de zanjas que contienen tuberías perforadas y material poroso (a menudo grava) cubierto por una capa de tierra para evitar que los animales (y la escorrentía superficial) alcancen las aguas residuales distribuidas dentro de esas zanjas.
Las principales consideraciones de diseño son tanto hidráulicas para el volumen de aguas residuales que requieren eliminación como catabólicas para la demanda bioquímica  de oxígeno a largo plazo de las aguas residuales.  El área de tierra que se reserva para el campo de drenaje séptico puede llamarse área de reserva séptica (SRA).
Las granjas de aguas residuales también eliminan las aguas residuales a través de una serie de zanjas y lagunas (a menudo con poco o ningún tratamiento previo). Estas se encuentran más a menudo en los países áridos, ya que el flujo de agua en la superficie permite el riego (y la fertilización) de las tierras agrícolas.
Un campo de drenaje séptico, junto con un tanque séptico, y las tuberías asociadas componen un sistema séptico.

## Diseño

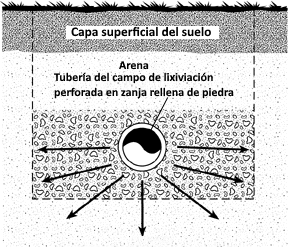
Sección transversal de tubería de drenaje corrugada y campo de lixiviación

Muchos departamentos de salud requieren una prueba de percolación (prueba "perc") para establecer la idoneidad del suelo del campo de drenaje para recibir el efluente del tanque séptico. Un ingeniero, un científico de suelos o un diseñador con licencia pueden trabajar con la agencia de gobierno local para diseñar un sistema que cumpla con estos criterios.
Otra forma de determinar el tamaño del campo de lixiviación es mediante la observación directa del perfil del suelo. En esta observación, el ingeniero evalúa muchas características del suelo como la textura, la estructura, la consistencia, los poros/raíces, etc.
El objetivo de las pruebas de percolación es asegurar que el suelo sea lo suficientemente permeable para que el efluente de las fosas sépticas se filtre lejos del campo de drenaje, pero lo suficientemente fino para filtrar las bacterias patógenas y los virus antes de que viajen lo suficientemente lejos como para llegar a un pozo de agua o a un suministro de agua de superficie. Los suelos gruesos - arena y grava - pueden transmitir las aguas residuales lejos del campo de drenaje antes de que los patógenos sean destruidos. El lodo y la arcilla filtran eficazmente los patógenos, pero permiten tasas de flujo de aguas residuales muy limitadas[3]. Las pruebas de percolación miden la tasa a la que el agua limpia se dispersa en el suelo a través de una zanja de eliminación. Varios factores pueden reducir las tasas de percolación observadas cuando el campo de drenaje recibe el efluente de una fosa séptica anóxica:
- Las colonias microbianas que catabolizan los compuestos orgánicos solubles del efluente de la fosa séptica se adherirán a las partículas del suelo y reducirán el área intersticial disponible para el flujo de agua entre las partículas del suelo. Estas colonias tienden a formar una biopelícula de baja permeabilidad de limo gelatinoso en la superficie de contacto del suelo de la zanja de eliminación.[4]
- Las partículas insolubles lo suficientemente pequeñas para ser llevadas a través del tanque séptico se acumularán en la superficie de contacto del suelo de la zanja de eliminación; la partículas no biodegradables como pelusa de fibra sintética de la lavandería, suelo mineral del lavado, o fragmentos de hueso y cáscara de huevo de los vertederos de basura permanecerán para llenar las áreas intersticiales antes disponibles para el flujo de agua fuera de la zanja.[3]

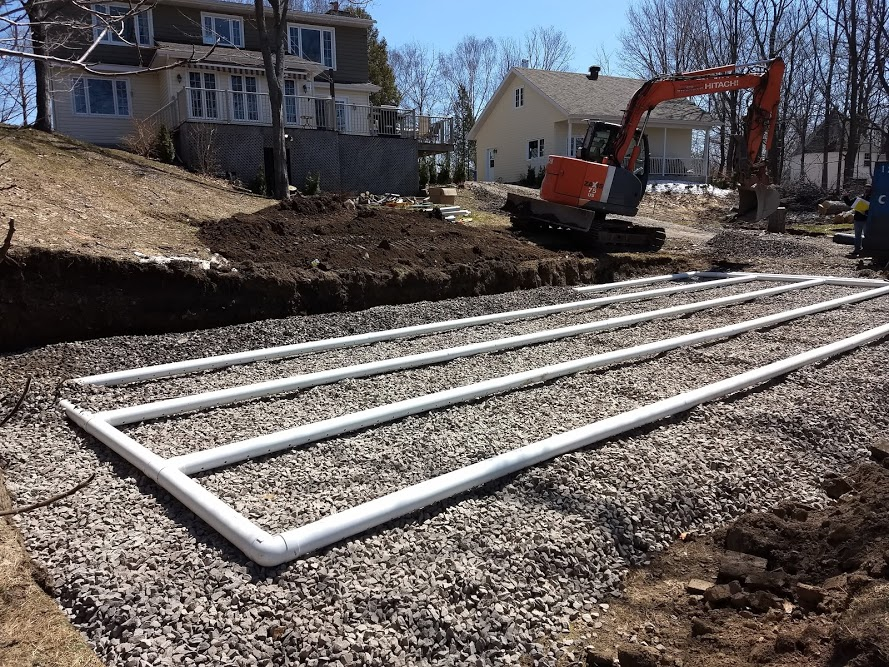
Instalando un campo de drenaje

- Las grasas de cocción o los productos del petróleo emulsionados por detergentes o disueltos por disolventes pueden fluir a través de ellos antes de la licuefacción anaeróbica cuando el volumen del tanque séptico es demasiado pequeño para ofrecer un tiempo de estancia adecuado, y pueden coagularse como una capa hidrofóbica en la capa de contacto del suelo de la zanja de eliminación.[5]

- El aumento de los niveles de las aguas subterráneas puede reducir la altura hidráulica disponible (o la distancia vertical), provocando que el agua gravitacional fluya lejos de la zanja de eliminación. El efluente que inicialmente fluye hacia abajo de la zanja de eliminación podría encontrarse finalmente con aguas subterráneas o con roca o arcilla impermeable, lo que requeriría un cambio de dirección hacia un movimiento horizontal alejado del campo de drenaje. Se requiere una cierta distancia vertical entre el nivel del efluente en la zanja de eliminación y el nivel de agua aplicable cuando el efluente sale del campo de drenaje para que la fuerza gravitatoria supere las fuerzas de fricción viscosa que resisten al flujo a través del suelo poroso. Los niveles de efluentes en las proximidades del campo de drenaje se elevarán hacia la superficie del suelo para preservar esa diferencia de distancia vertical si los niveles de agua subterránea que rodean el campo de drenaje se acercan al nivel de efluentes en la zanja de eliminación.[5]

### Diseño catabólico
De la misma manera que un tanque séptico tiene un tamaño capaz para poder mantener una comunidad de organismos anaeróbicos capaces de licuar cantidades anticipadas de materiales putrescibles en las aguas residuales, un campo de drenaje debe tener el tamaño suficiente para mantener a una comunidad de microorganismos aeróbicos del suelo capaces de descomponer el efluente del tanque séptico anaeróbico en agua aeróbica. En los pozos cercanos o en las aguas superficiales se pueden observar olores de sulfuro de hidrógeno o bacterias de hierro cuando el efluente no se ha oxidado completamente antes de llegar a esas zonas. La biopelícula de las paredes de las zanjas del campo de drenaje utilizará el oxígeno atmosférico de las zanjas para catabolizar los compuestos orgánicos del efluente de la fosa séptica.

### Biofiltro
Cuando se utiliza una fosa séptica en combinación con un biofiltro, la altura y el área catabólica del campo de drenaje pueden reducirse. La tecnología de biofiltros puede permitir una mayor densidad de construcción residencial, una mínima perturbación del sitio y más terreno utilizable para árboles, piscinas o jardines. Con un mantenimiento rutinario adecuado puede reducir las posibilidades de que el campo de drenaje se obstruya. El biofiltro no reducirá el volumen de líquido que debe filtrarse en el suelo, pero puede reducir la demanda de oxígeno de los materiales orgánicos en ese líquido. 

## Operación y mantenimiento

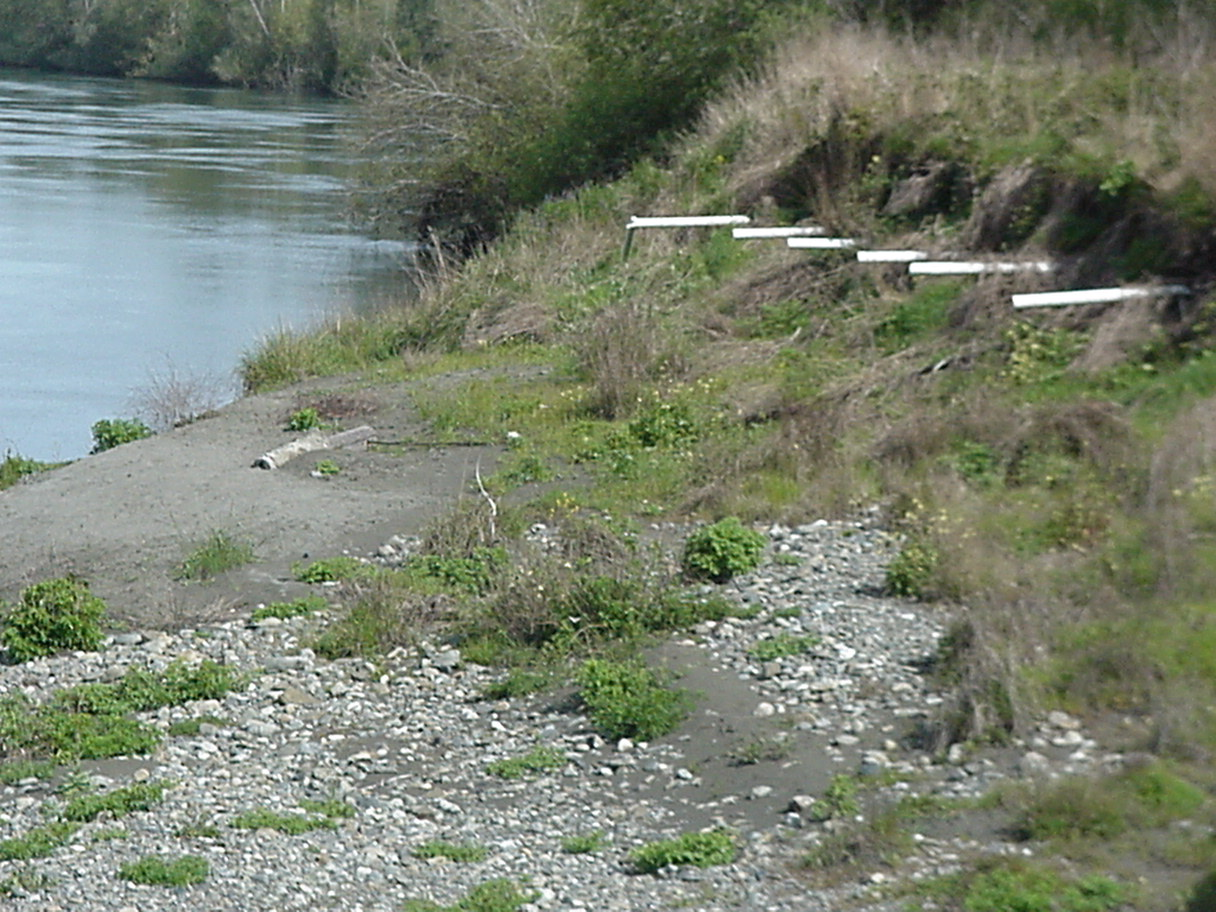
Campo de drenaje séptico expuesto por la erosión.

### Programas de dosificación o períodos de descanso
Se puede diseñar un campo de drenaje para ofrecer varias zonas de eliminación separadas para los efluentes de una sola fosa séptica. Una zona puede estar en "descanso" mientras que el efluente es enviado a otra zona diferente. La comunidad de nematodos del campo de drenaje en reposo sigue alimentándose de la biopelícula y de las grasas acumuladas cuando el efluente de la fosa séptica anaeróbica ya no está disponible. Este proceso de limpieza natural puede reducir la bioobstrucción para mejorar la capacidad hidráulica del campo aumentando el área intersticial disponible del suelo a medida que se oxida el material orgánico acumulado. La tasa de percolación después del reposo puede acercarse, pero es poco probable que coincida, con la tasa de percolación de agua limpia original del sitio. 

### Residuos inapropiados
Los microorganismos de las fosas sépticas y de los campos de drenaje tienen una capacidad muy limitada para catabolizar los productos del petróleo y los disolventes clorados, y no pueden eliminar los metales disueltos; aunque algunos pueden ser absorbidos por los lodos de las fosas sépticas o los suelos de los campos de drenaje, y las concentraciones pueden ser diluidas por otras aguas subterráneas en las proximidades del campo de drenaje. Las formulaciones de limpieza pueden reducir la eficiencia del campo de drenaje. El blanqueador para lavar ropa puede disminuir o detener la actividad microbiana en el campo de drenaje, y los productos químicos de higienización o desodorización pueden tener efectos similares. Los detergentes, disolventes y limpiadores de drenajes pueden transportar grasas emulsionadas, saponificadas o disueltas al campo de drenaje antes de que puedan ser catabolizadas en ácidos orgánicos de cadena corta en la capa de escoria del tanque séptico.